# دهستان چاهدگال
دهستان چاهدِگال، یکی از دهستان‌های بخش نگین کویر شهرستان فهرج در استان کرمان ایران است. مرکز این دهستان، روستای حسن‌آباد چاهدگال است.

## جمعیت
بر پایه سرشماری عمومی نفوس و مسکن در سال ۱۳۹۵، جمعیت دهستان چاهدگال برابر با ۲٬۷۷۶ نفر بوده‌است.